# Llauro
Llauro é uma comuna francesa na região administrativa da Occitânia, no departamento dos Pirenéus Orientais. Estende-se por uma área de 8.34 km², com 317 habitantes, segundo o censo de 2018, com uma densidade de 38 hab/km².